# Trud (gazeta)
Trud (ros. Труд) – radziecki dziennik, organ związków zawodowych, obecnie rosyjska gazeta. Wydawana od 19 lutego 1921.